# Aștileu, Bihor
Aștileu (maghiară Esküllő) este satul de reședință al comunei cu același nume din județul Bihor, Crișana, România.

## Obiective turistice
- Rezervațiile naturale:
  - Lentila 204 Brusturi - Cornet (0,1 ha).
  - Peștera Igrița (0,1 ha)

## Vezi și
- Biserica de lemn din Aștileu